# Ramatuelle
Ramatuelle is een gemeente in het Franse departement Var (regio Provence-Alpes-Côte d'Azur) en telt 2131 inwoners (1999). De plaats maakt deel uit van het arrondissement Draguignan. 
Het dorp is gebouwd op de heuvel van Paillas en kijkt uit op Saint-Tropez. In de zomer wordt er een theaterfestival gehouden in het openluchttheater (Théâtre de verdure).

## Geografie
De oppervlakte van Ramatuelle bedraagt 35,4 km², de bevolkingsdichtheid is 60,2 inwoners per km².
De onderstaande kaart toont de ligging van Ramatuelle met de belangrijkste infrastructuur en aangrenzende gemeenten.

## Demografie
Onderstaande figuur toont het verloop van het inwonertal (bron: INSEE-tellingen).

## Trivia
- In een villa in deze plaats werd het Nederlandse televisieprogramma Villa Felderhof opgenomen.